# José de Mosquera y Prieto
José Patricio de Mosquera Figueroa y Prieto de Tobar (Popayán, 17 de marzo de 1707-Popayán, 6 de julio de 1779) fue un capitán y político neogranadino.

## Biografía
Sirvió en los cargos de alcalde ordinario de Popayán en 1764 y teniente del gobernador de Popayán de Antonio Alcala Galiano en 1760. Ostentó el título de capitán de artillera y de juez mayor de residencia en 1760.
Tenía muchas minas en la provincia de Nóvita en el departamento de Chocó.
Se casó con María Teresa Arboleda y Vergara el 6 de agosto de 1730. Era miembro de dos ilustres familias del Nuevo Reino de Granada. Fue hijo del también alcalde y regidor de Popayán Cristóbal de Mosquera y Figueroa fundador del linaje. Hijos suyos fueron el regente de España Joaquín de Mosquera y Figueroa y el también alcalde de Popayán Marcelino de Mosquera y Figueroa. Abuelo del general Tomás Cipriano de Mosquera presidente de Colombia en varias ocasiones.